# Tom Jager
Thomas Michael Jager  (* 6. října 1964, Collinsville, Illinois) je bývalý americký plavec, čtyřnásobný mistr světa a držitel čtyř medailí z olympijských her.

## Sportovní kariéra
Pochází z plavecké rodiny, rovněž jeho bratr a sestra se vrcholově věnovali plavání. Tom Jager se specializoval na sprinterské tratě volným způsobem. Byl členem zlatých amerických štafet na 4 × 100 m volný způsob na olympijských hrách v Soulu 1988 i o čtyři roky později v Barceloně. V individuálním závodě na 50 m volný způsob obsadil druhé resp. třetí místo. Ve štafetě a nejkratším sprintu zvítězil na mistrovství světa 1986 i 1991. Ve své kariéře šestkrát překonal světový rekord na 50 metrů a jeho poslední rekord z roku 1990 (21,81) zůstal nepřekonán více než deset let. Po ukončení aktivní kariéry zůstal u plavání jako trenér.

## Ocenění
- člen Mezinárodní plavecké síně slávy od roku 2001